# Катафорд, Александер
Александер Катафорд (англ. Alexander Cataford); (род. 1 сентября 1993, Оттава) — канадский профессиональный шоссейный велогонщик, выступающий  за команду мирового тура «Israel Start-Up Nation».

## Достижения
2011
1-й  Чемпион Канады — Индивидуальная гонка (юниоры)
2013
1-й  Чемпион Канады — Индивидуальная гонка U23
3-й  Чемпионат Канады — Индивидуальная гонка
2015
1-й  Чемпион Канады — Индивидуальная гонка U23
8-й Гран-при Сагенея — Генеральная классификация
2016
2-й  Чемпионат Канады — Индивидуальная гонка
2-й Тур Гилы — Генеральная классификация
5-й Тур Альберты — Генеральная классификация
5-й Гран-при Сагенея — Генеральная классификация
9-й Тур Боса — Генеральная классификация
2017
10-й Многодневная гонка Джо Мартина — Генеральная классификация
2018
3-й  Чемпионат Канады — Индивидуальная гонка
10-й Классика Колорадо — Генеральная классификация